# Kaltwassertest
Der Kaltwassertest (auch Cold Pressor Test, oder CPT) ist eine Form eines Provokationstestes, bei welchem in einem standardisierten Verfahren eine kardiovaskuläre Reaktion hervorgerufen wird. Diese Wirkung wird durch das Eintauchen einzelner Gliedmaßen (Hand, Fuß) in eisgekühltes Wasser erzeugt. In der Schmerzdiagnostik dient der Test zur Bestimmung der Schmerzschwelle und der Erfassung der subjektiven Schmerzqualität. In der Stressforschung hat sich der Kaltwassertest als Verfahren zur Induktion moderaten Stresses etabliert.
Die Version des CPT, die in der Forschung zu Stress und dessen Entstehung an Bedeutung gewonnen hat, ist der Social Evaluated Cold Pressor Test (SECPT).

## Geschichte
Ursprünglich wurde der Test 1932 von Hines und Brown zur experimentellen Induktion kardiovaskulärer Stressreaktionen, speziell des Blutdrucks, entwickelt. Die ursprüngliche Version besteht darin, die dominante Hand bis zum Handgelenk für 1–2 Minuten in eiskaltes Wasser (0–4 Grad Celsius) zu tauchen. Die Autoren konnten zeigen, dass der Test bei 99 % der getesteten Personen einen stark blutdrucksteigernden Effekt hat, welcher auch bei mehrmaliger Testung konstant bleibt. Sie postulierten aufgrund ihrer Ergebnisse, dass sich eine vaskuläre Hyperreagibilität, die sich durch eine abnormale Erhöhung des Blutdrucks in Reaktion auf den CPT zeigt, als Prädiktor für späteren Bluthochdruck erweise. Studien, die sich seither dieser Frage gewidmet haben, zeigen widersprüchliche Ergebnisse.
Hines und Brown betrachteten vordergründig die kalte Temperatur, unabhängig von der Schmerzwahrnehmung, als Auslöser für den Blutdruckanstieg in Reaktion auf den CPT. Spätere Studien hingegen rückten die Schmerzwahrnehmung mehr in den Fokus und konnten einen direkten Zusammenhang zwischen der Schmerzwahrnehmung, der Temperatur und der Reagibilität des Blutdrucks aufzeigen. Kälte und Schmerz werden in Folge als zwei unterschiedliche Empfindungen betrachtet, die jedoch insofern zusammenhängen, als dass die Schmerzempfindung mit zunehmender Kälte der Temperatur ansteigt. Diese Erkenntnisse öffneten dem CPT den Weg in die Schmerzforschung, wo er zur Untersuchung unterschiedlicher klinischer und nicht-klinischer Populationen eingesetzt wurde. Er wurde seitdem in vielen Studien zur Schmerztherapie für die Untersuchung unterschiedlichster Verfahren wie Akupunktur und Hypnose oder Schmerzmitteln verwendet.
Im weiteren Verlauf wurden abgewandelte Versionen entwickelt, bei denen statt der Hand beispielsweise der Fuß, die Stirn oder der gesamte Körper für eine bestimmte Zeit der Kälte ausgesetzt wird.

## Ablauf
Zu Beginn werden die Teilnehmer/-innen gebeten, sich auf den Rücken zu legen oder einige Zeit ruhig zu sitzen. Im Anschluss an diese Ruhephase werden, mithilfe einer Blutdruckmanschette, Blutdruck und Herzfrequenz gemessen, um die Normalwerte zu bestimmen. Anschließend wird eine Hand der Versuchsperson in das Eiswasser (Temperatur muss zwischen 0 und 4 °C liegen) eingetaucht. Die Versuchspersonen bekommen die Anweisung ihre Hand so lange wie möglich im Wasser zu lassen, aber sie aus dem Wasser zu nehmen, sobald die Kälte zu schmerzhaft wird. Während dieser Zeit werden alle 30s der Blutdruck und die Herzfrequenz bestimmt und in einem Datenerfassungsblatt notiert. Nach spätestens drei Minuten, wird die Hand der Versuchsperson aus dem Eiswasser genommen. Nun werden systolischer und diastolischer Blutdruck gemessen und die Pulsfrequenz in 30-s-Intervallen gezählt, bis sich Blutdruck und Puls wieder normalisiert haben.
Zusätzlich zur Erfassung von Blutdruck und Herzfrequenz wurden in einigen Studien Speichelproben der Teilnehmer/-innen gesammelt, um die hormonelle Stressreaktion, durch einen Anstieg der Konzentration von Cortisol, erfassen zu können. Für die Erfassung der kardiovaskulären Stressreaktion wurde in einigen Studien zusätzlich ein EKG verwendet, um einen Anstieg des Pulses feststellen zu können.

## Wichtigste Variationen des CPT
SECPT (Socially evaluated cold pressor test). Bei dem SECPT, wird zusätzlich zum physiologischen Stressor des CPT (Eintauchen der Hand in Eiswasser) eine sozial-evaluative Komponente (vom Experimentator/-in beobachtet und auf Video aufgenommen werden) ergänzt.
SECPT-G (Socially evaluated cold pressor test for groups). Der Kaltwassertest unter sozialer Bewertung (SECPT) kann auch in Gruppen durchgeführt werden (Socially Evaluated Cold Pressor Test For Groups, SECPT-G), sodass eine noch ökonomischere Testung möglich ist. Die Gruppengröße variiert hierbei zwischen den Studien. In manchen Studien werden vier bis sechs Personen getestet, in anderen mindestens sieben Personen und wiederum andere Studien testeten acht Versuchsteilnehmer/-innen auf einmal.
CPAW (Cold pressor arm wrap). Dieser ist eine praktische, effektive und wasserlose Alternative zum traditionellen CPT. Bei dem Verfahren werden Gelpacks verwendet, die auf eine ähnliche Temperatur wie beim CPT gekühlt werden. Jedoch erlaubt dieser eine kombinierte Anwendung mit bildgebenden Verfahren, wie beispielsweise dem MRT und ermöglicht dadurch weitere Forschungsarbeiten.

## Physiologische Reaktion / Indikatoren der Stressreaktion
Stress resultiert aus einer Bedrohung der physiologischen und/oder psychologischen Unversehrtheit einer Person, welche eine Anpassungsreaktion auf physiologischer, behavioraler, emotionaler und kognitiver Ebene bewirkt. Entscheidend ist dabei nicht, ob eine Bedrohung objektiv vorliegt, sondern ob der Stressor subjektiv als bedrohlich eingeschätzt wird. Das individuelle Ausmaß der Stressreaktion wird durch das Zusammenspiel der individuellen psychobiologischen Stressreaktivität, der subjektiven Bedrohungseinschätzung und der Einschätzung der verfügbaren Bewältigungsressourcen modelliert. Somit handelt es sich bei Stress um ein kurzfristiges Ungleichgewicht zwischen der wahrgenommenen Belastung und den verfügbaren Regulationsressourcen.
Die subjektive Messung der Stressreaktion kann z. B. über die Visuelle Analogskala erfolgen. Dieses Messinstrument dient der differenzierten Erfassung von beispielsweise der Unvorhersehbarkeit, Furcht oder Herausforderung in der spezifischen Stresssituation.
Die physiologischen Stressreaktionen basieren auf den zwei wichtigsten Stresssystemen des menschlichen Körpers: der Hypothalamus-Hypophysen-Nebennierenrinden-Achse (HPA) und dem Sympathoadrenalsystem (SAM). Diese sind durch verschiedene komplexe Feedbackmechanismen und Interaktionen charakterisiert und reagieren relativ unabhängig voneinander.
Hypothalamus-Hypophysen-Nebennierenrinden-Achse (HPA): Standardmäßig erfolgt die Messung des Cortisolgehalts im Speichel (signifikanter Anstieg >2 nmol/l), da Speichelcortisol als prominentester Marker der HPA gilt. Hinsichtlich der Aktivierung der HPA-Achse zeigt sich ein unklares Bild: Mehrere Autoren können nur geringe oder gar keine Anstiege der Cortisolkonzentration in Zusammenhang mit dem CPT aufzeigen. Der CPT ist weniger geeignet die HPA zu provozieren als das SAM.
Sympathoadrenal system (SAM). Die beim Kaltwassertest erfassten Parameter sind der Blutdruck und die Herzfrequenz (in Ruhe 50–100 Schläge pro Minute), seltener auch die Blutdruckamplitude als Differenz von systolischem und diastolischem Blutdruck (normal 40 mm Hg). Als zusätzlicher Indikator für die Aktivität des vegetativen Nervensystems dient die sekretorische Alpha-Amylase (sAA). Studien zum CPT konnten jedoch einen sAA-Anstieg feststellen, für den SECPT bedarf es nach dem aktuellen Stand der Wissenschaft noch weiterer Forschung. Ein weiterer Indikator ist eine Erhöhung der Hautleitfähigkeit.
Hines und Brown gingen davon aus, dass die Gefäßverengung (Vasokonstriktion) in Reaktion auf das Eiswasser durch einen neurogenen Reflexbogen ausgelöst wird. Neuere Studien konnten zeigen, dass die Exposition mit kaltem Wasser afferente Nerven der Schmerz- und Temperaturwahrnehmung aktiviert, welche wiederum efferente Neuronen im Zentralnervensystem stimulieren. Des Weiteren zeigt sich als Reaktion auf den CPT ein Anstieg in der Konzentration von Noradrenalin, welches als Neurohormon maßgeblich an der Steuerung der kardiovaskulären Reaktion auf Stress beteiligt ist. In Bezug auf Dopamin ist die Studienlage noch unklar.

## Korrelationen
Der aktuelle Forschungsstand weist auf eine Vielzahl von Faktoren hin, die mit verschiedenen Reaktionen auf den CPT korrelieren. Dazu lassen sich, unter anderem, die Faktoren: Alter, Geschlecht, Ethnien und Fitness- und Gesundheitsniveau auflisten.
Eine Studie zeigte, dass die Reaktion des femoralen Blutflusses auf Hypoxie sich nicht zwischen den beiden Geschlechtern unterschied,  die Zunahme des femoralen Blutflusses ist bei älteren Frauen im Vergleich zu jüngeren Frauen abgeschwächt. Dies könnte darauf hinweisen, dass jüngere Frauen eine paradoxe Vasodilatation beim CPT zeigen.
Signifikante Korrelationen finden sich auch bei Messungen der erhöhten Druckschmerzempfindlichkeit bei Körperstellen (Hals, dorsales Handgelenk), Geschlecht (weiblich), höheres Taillen-Hüft-Verhältnis und schlechter psychischer Gesundheit. Zudem liegen signifikante Korrelate erhöhter Maße der Kälteschmerzempfindlichkeit bei Geschlecht (weiblich), schlechter psychischer Gesundheit und Nikotinkonsum vor.
Die Kälteschmerztoleranz ist bei Studierenden afrikanischer Herkunft im Vergleich zu Studierenden europäischer Abstammung niedriger (für beide Geschlechter), und die Druckschmerztoleranz ist bei weiblichen Studierenden niedriger als bei männlichen (für beide Ethnien).
Das Fitnessniveau könnte einen weiteren wichtigen Faktor darstellen. Eine Studie zeigte, dass nach Testende sowohl die Herzfrequenz als auch die Herzkontraktilität bei Probanden mit niedrigem Fitnessniveau sanken, jedoch nicht bei denjenigen Probanden mit hohem Fitnessniveau. Diese Befunde deuten darauf hin, dass der Zustand des körperlichen Trainings die sympathische neuronale Reaktion des Herzens auf Kältebelastung beeinflusst. Es zeigte sich, dass dieses umgekehrt mit dem Anstieg des systolischen und diastolischen Blutdrucks und der muskelsympathischen Nervenaktivität (MSNA) während des CPT bei Frauen, aber nicht bei Männern zusammenhängt. Das Muster der Reaktionen bei fitteren Frauen ist konsistent mit einem verminderten zentralen sympathischen Abfluss, was unter anderem zu einem verringerten Schlagvolumen führt. Bei fitteren Männern und Frauen stieg der Blutdruck (Stress wurde ausgelöst) nur bei der Bearbeitung einer Aufgabe in Form von Kopfrechnen. Weitere Zusammenhänge zwischen dem Fitnessniveau und der Stressreaktion konnten bisher nicht direkt nachgewiesen werden.
Der aktuelle Forschungsstand ist sich im Hinblick auf den Zusammenhang des CPT und der Blutdruck-Hyperreaktivität uneinig.
Eine Studie weist darauf hin, dass Frauen, höheres Alter und erhöhte Ausgangswerte des Blutdrucks mit einer erhöhten Reaktion des Blutdrucks auf den CPT assoziiert sind. Darüber hinaus können körperliche Inaktivität, Übergewicht und Alkoholkonsum ebenfalls mit einer Blutdruck-Hyperreaktivität auf Stress verbunden sein.
Während eine andere Studie keine Blutdruck-Hyperreaktivität auf den CPT nachweisen konnte.

## Vergleich des CPT mit SECPT und TSST
Vergleicht man den CPT mit SECPT, ließ sich zeigen, dass die Cortisol-Reaktion auf den SECPT signifikant stärker ist als auf den ursprünglichen CPT. Das Maximum im Cortisol-Level ist bei der Anwendung des SECPT um 45 % gesteigert, im Vergleich zum originalen CPT. Außerdem zeigte sich, dass die Responder Rate, also die Anzahl der Teilnehmer, die mit deutlichem Stress auf das Verfahren reagieren und erhöhte Cortisol-Werte zeigen, beim SECPT im Vergleich zum CPT deutlich höher ist.
In einer modifizierten Version wird der SECPT mit warmem statt kaltem Wasser durchgeführt. Es konnte gezeigt werden, dass diese Version des SECPT zwar zu einem erhöhten Blutdruck und erhöhten subjektiven Stress-Ratings bei den Probanden führte, jedoch keine gesteigerte Reaktion der HPA-Achse ausgelöst wird. Studien zeigen, dass die Reaktion auf die HPA-Achse, die durch den SECPT ausgelöst wird, nicht allein auf die sozial-evaluative Komponente des Tests zurückzuführen ist. Diese abgeschwächte Version des SECPT lässt sich demnach in der Praxis nicht als gleichwertiges Stressverfahren einsetzten.
Vergleicht man die ursprüngliche Version des CPT mit dem Trier Social Stress Test (TSST), ein weiteres in der Forschung weit verbreitetes Stress-Verfahren, wird deutlich, dass es Unterschiede in der jeweiligen Stressreaktion auf die Verfahren gibt. Insgesamt hat der TSST höhere Konzentrationen von ACTH und Cortisol in den Probanden ausgelöst als der CPT. Auch der zeitliche Verlauf dieser Stress-Parameter bis zur Rückkehr zur Ausgangslage unterschied sich bei den Verfahren. Es lässt sich feststellen, dass der TSST mit einem sozialen Stressor insgesamt eine stärkere Reaktion auf der HPA-Achse auslöst als der CPT mit einem ausschließlich physikalischen Stressor. Betrachtet man das subjektive Stressempfinden als Reaktion auf die Verfahren, konnte gezeigt werden, dass beide Verfahren hohe Stressratings hervorbringen und diese sich über den erfassten Zeitverlauf hinweg wieder zu einem normalen Ausgangslevel zurück entwickeln. Diese Entwicklung war nach Anwendung des TSST jedoch etwas langsamer als nach Anwendung des CPT. Die Autoren konnten außerdem Hinweise dazu liefern, dass der TSST im Vergleich zum CPT schon vor Beginn des Verfahrens (Baseline-Messung) mit einer erwarteten subjektiven Stimmungsverschlechterung einhergeht. Diese Verschlechterung der Stimmung der Probanden scheint, im Gegensatz zum CPT, auch bis zu eine Stunde nach Beendigung des TSST anzuhalten.

## Kritik/Einschränkungen
Befunde zu Gütekriterien bzw. Einschränkungen des Verfahrens:
Schon sehr kleine Unterschiede in der gewählten Wassertemperatur des CPT können zu erheblichen Unterschieden im Effekt auf die Schmerzempfindung und -toleranz von Probanden führen. Der Mangel an Standardisierung und Kontrolle der Wassertemperatur in der Anwendung des CPT kann negative Auswirkungen auf die Vergleichbarkeit und Reliabilität des Verfahrens haben.
Die Art der Instruktion kann einen Einfluss auf die Outcome-Parameter des CPT haben. Autoren verglichen in ihrer Studie die zwei geläufigen Paradigmen des CPT: die Anweisung an die Probanden, die Hand so lange wie möglich im kalten Wasser zu halten (tolerance paradigm) und die Anweisung, die Hand für einen festgelegten Zeitraum hinein zu halten (z. B. für drei Minuten; fixed latency paradigm). Die Ergebnisse legen nahe, dass die subjektiv berichteten Schmerzen im fixed latency paradigm geringer ausfallen als im tolerance paradigm. Dementsprechend zeigen die Probanden im tolerance paradigm insgesamt längere Lantenzzeiten, wenn sie gleichzeitig kognitive Strategien anwendeten. Diese Erkenntnisse deuten darauf hin, dass die beiden Paradigmen des CPT in der Praxis nicht als gleichwertig und austauschbar angesehen werden sollten, sondern einen störenden Einfluss auf die Reliabilität und Vergleichbarkeit des Verfahrens darstellen.
Als mögliche Störvariable lässt sich außerdem der Menstruationszyklus weiblicher Teilnehmerinnen erwähnen. Es konnte belegt werden, dass weibliche Teilnehmerinnen am 20. bis zum 25. Tag ihres Zyklus signifikant mehr Schmerz aushielten, als es am zweiten bis zum vierten Tag ihres Zyklus der Fall war.
Ein weiterer Nachteil des CPT/SECPT könnte darin gesehen werden, dass einige Personen, wie Menschen mit Hauterkrankungen, Synkope (Medizin) und Raynaud-Syndrom von der Teilnahme ausgeschlossen sind.
Zudem kann sich bei mehrfacher Testung des SECPT eine Habituation der Herzfrequenz einstellen.
Des Weiteren ist die Durchführung eines CPT mit bildgebenden Verfahren, wie dem MRT nicht kompatibel. Verschüttetes Wasser kann beispielsweise eine Bedrohung für das empfindliche und teure MRT darstellen. Außerdem würde das Wasser das MRT Signal, aufgrund der hohen Protonendichte, stören. Die wasserlose Variante des CPT, der CPAW, welcher mit dem MRT kombiniert werden kann, ist allerdings sowohl in der Vorbereitung als auch in der Durchführung sehr aufwendig.

## Zukünftige Forschung
Ziel der aktuellen Forschungsbemühungen ist der Nachweis und die Beschreibung neuer Effekte von Stress und Cortisol auf kognitive und/oder affektive Prozesse. Besondere Beachtung finden aktuell nicht-genomisch vermittelte, rasche Effekte von Cortisol.
Subjektive Stressbewertungen, HPA- und SAM-Aktivierung deuten darauf hin, dass CPAW ein wirksamer Stressor ist. Dementsprechend sollte sich die zukünftige Forschung auf einen sorgfältigen Vergleich des Umfangs der HPA- und SAM-Aktivierung mit dem, des traditionellen CPT sowie andere physiologischen Indizes (z. B. Herzfrequenz und Blutdruck) konzentrieren.
Die Ergebnisse der bisherigen Forschung ermutigen dazu, die kardiorespiratorische Fitness als modifizierende Kovariate in Betracht zu ziehen, wenn der CPT als Prädiktor für die zukünftige Hypertonie bei Frauen verwendet wird. Des Weiteren zeigen frühere Studien signifikante, geschlechtsspezifische Unterschiede bei den Stressreaktionen. In dem Trier social stress test (TSST) zeigen beispielsweise Männer im Regelfall höhere Reaktionen auf der HPA-Achse als Frauen. Die bisherige Forschung des SECPT bezog sich überwiegend auf jungen Männer, deshalb sollten zukünftige Studien mit weiblichen Probanden verifiziert werden. In der zukünftigen Forschung sollte zudem untersucht werden, ob die SECPT zu früheren Tageszeiten zu veränderten Reaktionen führt. Darüber hinaus sollten andere physiologische Stressmarker (z. B. Herzfrequenzvariabilität und Entzündungsmarker) in künftige Studien einbezogen werden.
Da Kampf- oder Fluchtreaktionen als Teil des menschlichen Verhaltensrepertoires unter Stress differenziert aktiviert werden können, ist die Erforschung der zugrunde liegenden Mechanismen essentiell. Außerdem können die Forschungsergebnisse für die Entwicklung von spezifischeren Diagnose- und Behandlungsansätzen für Patienten mit sozialen Angststörungen genutzt werden.